# Weltraumfernwirkfunkdienst
Der Weltraumfernwirkfunkdienst (englisch space operation service) ist entsprechend der Definition der Vollzugsordnung für den Funkdienst (VO Funk) der Internationalen Fernmeldeunion (ITU) ein Funkdienst, der ausschließlich dem Betrieb der Weltraumfahrzeuge dient, insbesondere der Weltraumbahnverfolgung, dem Weltraumvermessen und dem Weltraumfernsteuern.

## Frequenzbereiche

ITU-Regionen
Region 1
Region 2
Region 3

Diesem Funkdienst stehen in der ITU-Region 1 und insbesondere auf deutschem Hoheitsgebiet u. a. folgende Frequenzbereiche zur Verfügung.
| Zuweisung an Funkdienste in Deutschland gemäß VO Funk | Zuweisung an Funkdienste in Deutschland gemäß VO Funk | Zuweisung an Funkdienste in Deutschland gemäß VO Funk | Zuweisung an Funkdienste in Deutschland gemäß VO Funk | Zuweisung an Funkdienste in Deutschland gemäß VO Funk |
| lfd. Nummer                                           | f in MHz                                              | Nutzer (MAJUSKEL – primäre Zuweisung)                 | zivil/militärisch                                     | Fußnoten                                              |
| ----------------------------------------------------- | ----------------------------------------------------- | ----------------------------------------------------- | ----------------------------------------------------- | ----------------------------------------------------- |
| 184                                                   | 30,005–30,01                                          | WELTRAUMFERNWIRKFUNKDIENST                            | ziv., mil.                                            | 5 31                                                  |
| 206 bis 208                                           | 137–138                                               | WELTRAUMFERNWIRKFUNKDIENST                            | ziv.                                                  | 5 31                                                  |
| 213                                                   | 148–149,9                                             | WELTRAUMFERNWIRKFUNKDIENST                            | ziv.                                                  | 3 5 31                                                |
| 228                                                   | 227–273                                               | WELTRAUMFERNWIRKFUNKDIENST 13                         | mil.                                                  | D254 5 31                                             |
| 239                                                   | 400,15–401                                            | Weltraumfernwirkfunkdienst (Richtung Weltraum – Erde) | ziv.                                                  | 5 31                                                  |
| 240                                                   | 401–402                                               | WELTRAUMFERNWIRKFUNKDIENST (Richtung Weltraum – Erde) | ziv.                                                  | 5 31                                                  |
| 262                                                   | 1427–1429                                             | WELTRAUMFERNWIRKFUNKDIENST (Richtung Weltraum – Erde) | ziv., mil.                                            | D338A 5 31                                            |
| 267 und 268                                           | 1525–1535                                             | WELTRAUMFERNWIRKFUNKDIENST (Richtung Weltraum – Erde) | ziv.                                                  | D351 5 31                                             |
| 294                                                   | 2025–2110                                             | Weltraumfernwirkfunkdienst (Richtung Weltraum – Erde) | ziv., mil.                                            | 5 31                                                  |
| 298                                                   | 2200–2290                                             | Weltraumfernwirkfunkdienst (Richtung Weltraum – Erde) | ziv., mil.                                            | 5 31                                                  |

____________

3: Im Frequenzbereich u. a. 144 – 223 MHz werden Einzelfrequenzen für militärische Zwecke genutzt.
5: ISM-Anwendungen können Frequenzbereiche mitbenutzen, die Funkdiensten im Frequenzbereich 9 kHz – 300 GHz zugewiesen sind, wenn die für diese Nutzung erforderlichen Frequenzen aufgrund des gewünschten physikalischen Effekts vorgegeben und nicht frei wählbar sind. Die Grenzwerte der zulässigen Abstrahlung und sonstigen störrelevanten Parameter für diese ISM-Anwendungen werden aus der Sicht der Funkverträglichkeit in der erforderlichen Frequenzzuteilung festgelegt. Die ISM-Nutzungen nach dieser Nutzungsbestimmung dürfen keine Störungen bei anderen gegenwärtig und zukünftig betriebenen Funkanlagen und Funkdiensten verursachen. Die Mitnutzung von Frequenzen durch ISM-Anwendungen in Frequenzbereichen, die sicherheitsrelevanten Funkanwendungen gewidmet sind, ist ausgeschlossen.
31: Die Frequenzbereiche oberhalb von 30 MHz können von Funkanlagen geringster Leistung mitgenutzt werden. Bei der Auswahl der Frequenzbereiche sind die erhöhten Schutzanforderungen von sicherheitsrelevanten Funkanwendungen zu gewährleisten. Die Frequenzbereiche, Grenzwerte der zulässigen Strahlungsleistung und sonstigen störrelevanten Parameter von Funkanlagen geringster Leistung werden im Frequenzplan oder der erforderlichen Frequenzzuteilung festgelegt. Funkanlagen geringster Leistung dürfen keine Störungen bei anderen gegenwärtig und zukünftig betriebenen Funkanlagen und Funkdiensten, denen die entsprechenden Frequenzbereiche auf primärer oder sekundärer Basis zugewiesen sind, verursachen. Störungen durch diese anderen Funkanlagen und Funkdienste müssen von Funkanlagen geringster Leistung hingenommen werden.
D254: Die Frequenzbereiche 235 – 322 MHz und 335,4 – 399,9 MHz dürfen vom Mobilfunkdienst über Satelliten unter der Bedingung benutzt werden, dass Funkstellen dieses Dienstes bei Funkstellen anderer Dienste, die in Übereinstimmung mit der Frequenzzuweisungstabelle arbeiten oder deren Betrieb in Übereinstimmung mit der Frequenzzuweisungstabelle geplant ist, keine Störungen verursachen.
D338A: Zum Schutz von Anwendungen des Erderkundungsfunkdienstes über Satelliten (passiv) unterliegen die anderen Funkdienste u. a. in den Frequenzbereichen 1427 – 1452 MHz besonderen internationalen Vorgaben.